# 埃德蒙·安德罗斯
埃德蒙·安德罗斯爵士（英語：Sir Edmund Andros，1637年12月6月—1714年2月24日）是英属美洲时代的一名殖民地长官，曾担任新英格兰领地、纽约省、弗吉尼亚殖民地和马里兰省总督。
在他担任新英格兰领地总督期间发生1689年波士顿起义，他因此被推翻，但三年后又成为弗吉尼亚殖民地总督。是英属美洲时期权力最大的总督之一，得到了英国政府的强力支持。1698年他被召回英格兰，继续担任他前往美洲前当过的根西岛长官。

## 生平
埃德蒙·安德罗斯出生于伦敦，他的父亲埃米亚斯是根西岛长官（Bailiff of Guernsey），母亲伊丽莎白·斯通的姐妹是伊丽莎白·斯图亚特的侍女。部分文献指出他在号角城堡（保皇党最后的堡垒）投降时在场，但实际并无证据，他可能在1645年就已经和母亲一起逃离根西岛。1656年，他跟随舅舅、骑兵上尉罗伯特·斯通爵士工作，曾参与第二次北方戰爭，也因此习得法语、瑞典语和荷兰语。
他家都是坚定的保皇党人，查尔斯二世复辟之后，专门赞扬过他家的功绩。1660年至1662年（伊丽莎白王后去世），他是伊丽莎白的近臣。此外，他还在1660年代参与过第二次英荷战争，成为托比亚斯·布里奇（Tobias Bridge）麾下少校，1666年驻扎于巴巴多斯，两年后回国。
1671年，他和玛丽·克雷文（Mary Craven）结婚，玛丽出身贵族世家，叔叔是第一代克雷文伯爵威廉·克雷文。
他父亲在1674年去世，埃德蒙接替父亲担任根西岛长官，随后又被约克公爵任命为纽约省第一任专有殖民地总督，1674年10月末抵达纽约港，11月10日和荷兰的安东尼·克劳福（Anthony Colve）总督协商殖民地移交事宜。
随后，他陆续担任了新英格兰领地总督、弗吉尼亚总督等职务。期间，一度在1689年波士顿起义中被捕。1698年5月，英国政府决定召回他。返回英格兰后，他继续担任根西岛长官，往来于根西岛和伦敦之间。1704年，安妮女王任命他为根西岛副总督。1714年2月24日，他在伦敦去世，死后葬在苏活区圣安妮教堂（St Anne's Church）。这座教堂在二战中炸毁，他的墓碑也荡然无存。他结过三次婚，但没有子嗣。